# Paul Richter (Schauspieler)

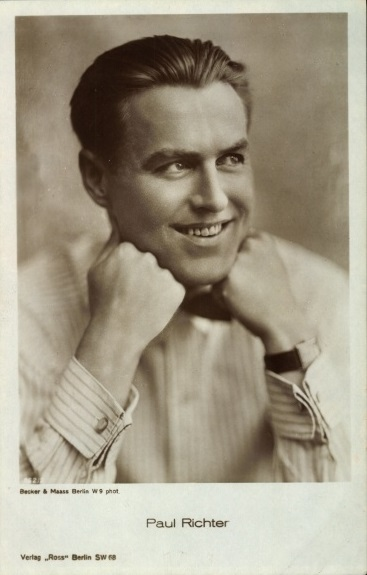
Paul Richter c. 1926

Paul Martin Eduard Richter (* 16. April 1889 in Wien, Österreich-Ungarn; † 30. Dezember 1961 ebenda) war ein österreichischer Schauspieler.

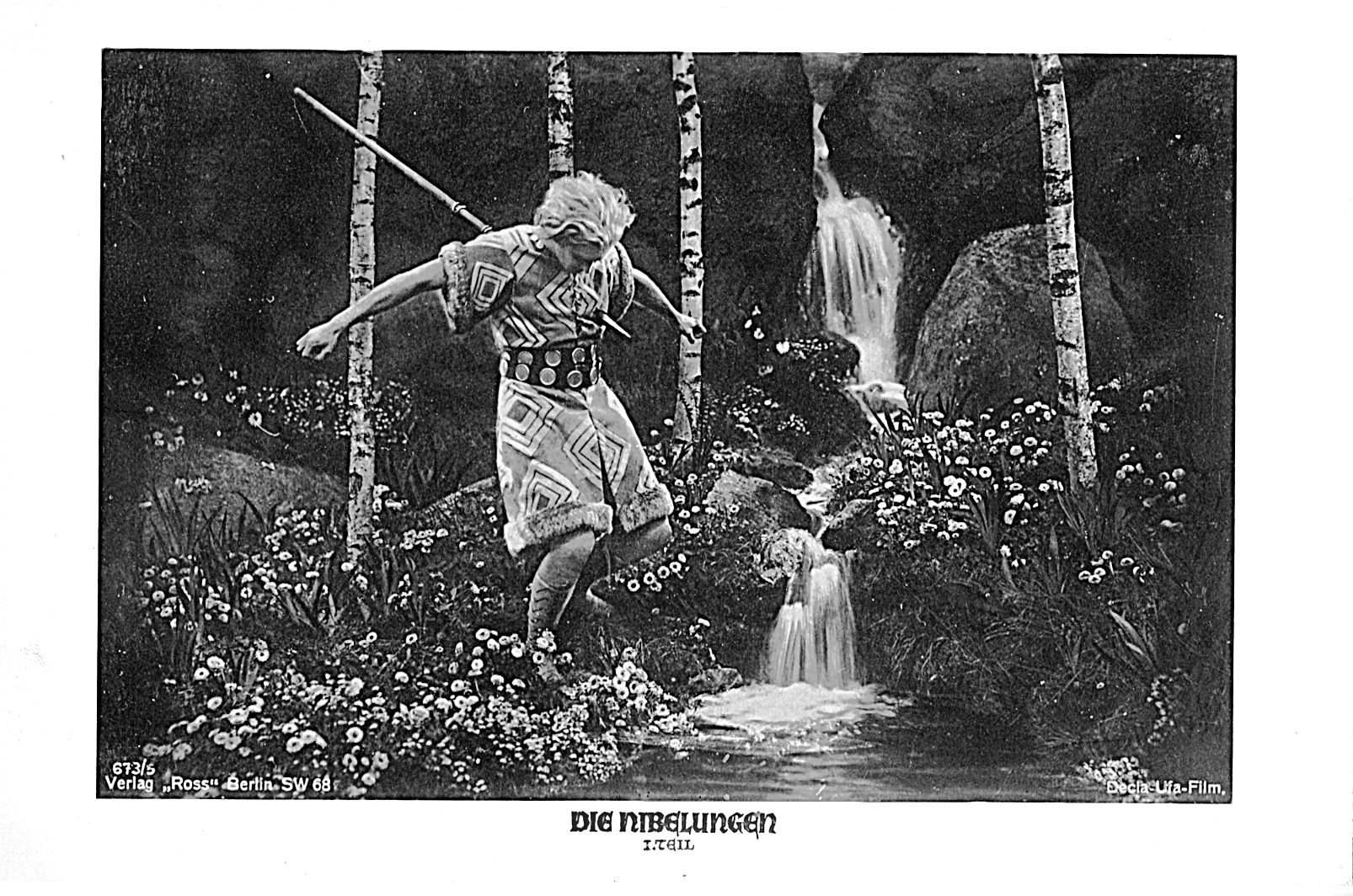
Paul Richter als Siegfried – Szenenfoto aus Die Nibelungen (1922/24)

## Leben
Richter war der Sohn des Kaufmanns und Exporteurs Rudolf Thomas Anton Richter und seiner Frau Franziska Elisabeth, geborene Jäger. Nach dem Besuch der Realschule und einer abgebrochenen Kaufmannslehre erlernte Paul Richter die Schauspielerei am Staatlichen Konservatorium in Wien.
Nach seiner Ausbildung trat er zunächst als jugendlicher Liebhaber und Bonvivant am Stadttheater Troppau und am Hoftheater Mannheim auf und war in Wien an den Jarno-Bühnen und am Stadttheater zu sehen.
Als Freiwilliger bei den Kaiserjägern kämpfte er im Ersten Weltkrieg in den Karpaten, in Galizien, Russland und Tirol. Im Rahmen eines Bergführerkurses erwarb er im Frontabschnitt Ortler/Königsspitze ein Diplom als Bergführer. Nach dem Ende des Krieges war er am Theater in der Josefstadt und am Neuen Wiener Stadttheater engagiert. Bald war er jedoch fast ausschließlich für den Film tätig.
Beim Film war Paul Richter wegen seines attraktiven Aussehens und seines sportlichen Körpers schon bald auf die Rolle des Herzensbrechers, Lebemannes oder kämpferischen Helden und Draufgängers festgelegt. Populär wurde er in Joe Mays Abenteuerfilm Das indische Grabmal, wo er als englischer Offizier Mac Allen das Herz der Gattin eines indischen Maharadschas erobert. Seine wohl bekannteste Rolle ist die des Siegfried in Fritz Langs monumentalem Stummfilmklassiker Die Nibelungen von 1922/24. Diese Darstellung machte ihn zum Backfisch-Idol der 1920er Jahre und Gegenstück zu amerikanischen Stars wie Ramón Novarro und Rudolph Valentino.
Dank seiner klassischen Theaterausbildung konnte Paul Richter auch nach dem Übergang vom Stummfilm zum Tonfilm seine Karriere erfolgreich fortsetzen. Er spielte insgesamt in mehr als siebzig Filmen einige Haupt- und zahlreiche Nebenrollen. Mit zunehmendem Alter war er häufiger als Darsteller von Gutsherren, Aristokraten, Förstern und Offizieren zu sehen. Auf die Bühne kehrte Richter nur noch zu seltenen Gastspielen zurück. Richter stand 1944 in der Gottbegnadeten-Liste des Reichsministeriums für Volksaufklärung und Propaganda.
Nach dem Zweiten Weltkrieg war der passionierte Bergsteiger und Jäger Paul Richter noch in mehreren Heimatfilmen zu sehen, ehe er 1959 infolge einer Augenoperation seine Karriere beendete.
Paul Richter war von 1924 bis 1931 mit der norwegischen Schauspielerin Aud Egede-Nissen verheiratet, mit der er auch gemeinsam vor der Kamera stand. Zu sehen waren die beiden in Dr. Mabuse, der Spieler und als Liebespaar in Der König der Mittelstürmer. Auch Egede-Nissens Sohn Georg Richter (er hatte den Nachnamen des Stiefvaters angenommen) aus ihrer früheren Ehe mit dem Schauspieler Georg Alexander war in der Filmbranche aktiv.

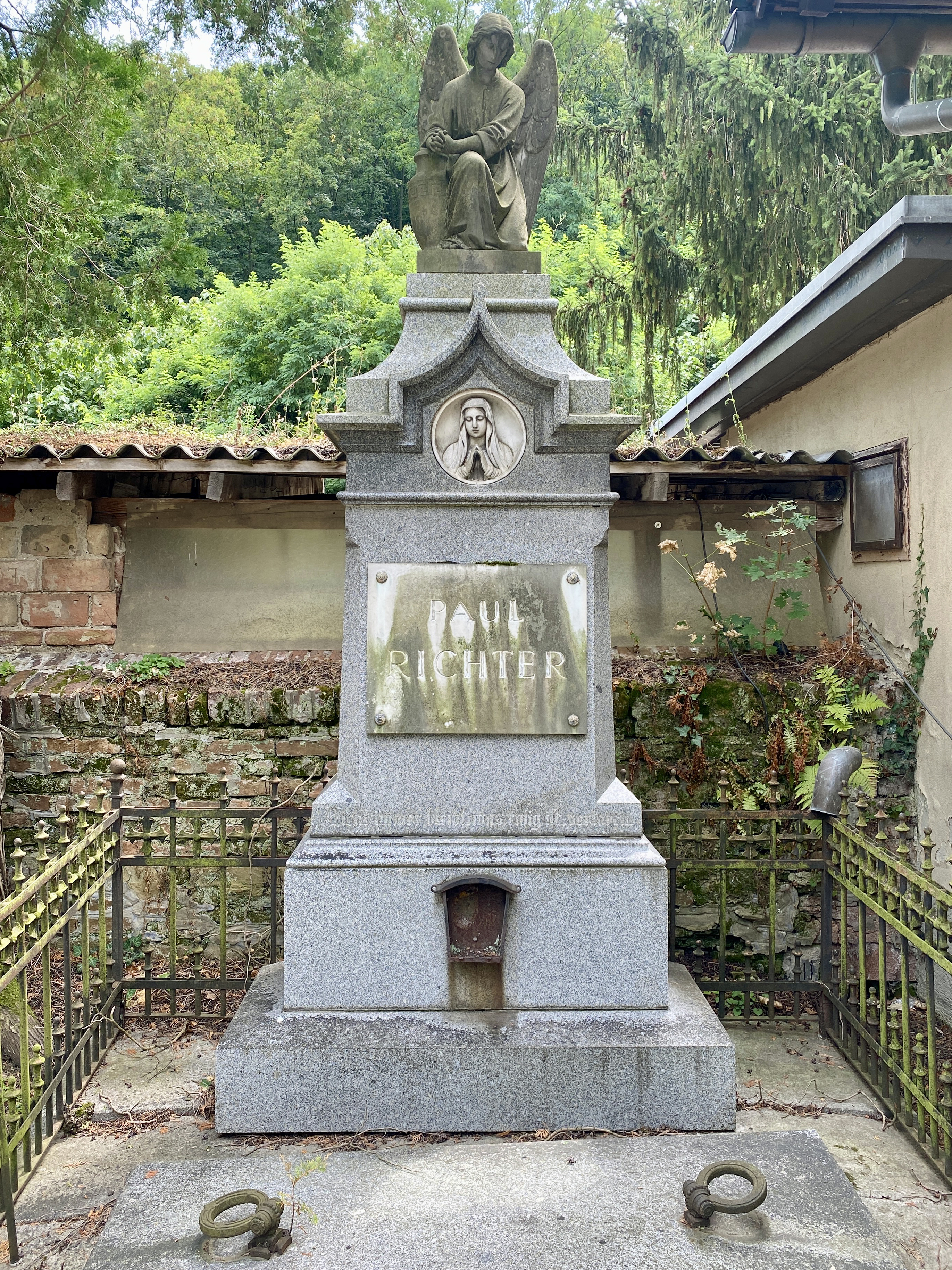
Grab von Paul Richter

Er liegt auf dem Weidlinger Friedhof in Klosterneuburg in Österreich begraben.

## Filmografie (Auswahl)
- 1914: Der Sterbewalzer
- 1914: Die Gouvernante
- 1918: Das Lied der Colombine
- 1920: Der Henker von Sankt Marien
- 1920: Der Mord ohne Täter
- 1921: Das indische Grabmal (2 Teile)
- 1921: Zirkus des Lebens
- 1921: Nachtbesuch in der Northernbank
- 1922: Dr. Mabuse, der Spieler (2 Teile)
- 1922/24: Die Nibelungen (2 Teile)
- 1925: Pietro, der Korsar
- 1925: Die rote Maus
- 1926: Schwester Veronika
- 1926: In Treue stark
- 1926: Dagfin
- 1927: Der König der Mittelstürmer
- 1927: Die Stadt der tausend Freuden
- 1927: Die letzte Nacht
- 1928: Schneeschuhbanditen (Bergenstoget plyndret inatt)
- 1928: Die Geliebte seiner Hoheit
- 1929: Die Frau im Talar
- 1929: Sensation im Wintergarten
- 1931: Die Försterchristl
- 1931: Die Nacht ohne Pause
- 1932: Der Hexer
- 1932: Strafsache van Geldern
- 1932: Marschall Vorwärts
- 1933: Drei Kaiserjäger
- 1933: Der Choral von Leuthen
- 1934: Schloß Hubertus
- 1934: Was bin ich ohne dich?
- 1934: Das unsterbliche Lied
- 1935: Ehestreik
- 1935: Der Klosterjäger
- 1936: Der Jäger von Fall
- 1937: Gordian der Tyrann
- 1937: Das Schweigen im Walde
- 1938: Frau Sylvelin
- 1938: Narren im Schnee
- 1938: Stärker als die Liebe
- 1938: Der Edelweißkönig
- 1939: Waldrausch
- 1940: Beates Flitterwoche
- 1941: Der laufende Berg
- 1943: Kohlhiesels Töchter
- 1943: Der Ochsenkrieg
- 1943: Die schwache Stunde
- 1944: Warum lügst du, Elisabeth
- 1944/48: Ein Mann gehört ins Haus
- 1950: Der Geigenmacher von Mittenwald
- 1951: Die Alm an der Grenze
- 1951: Die Martinsklause
- 1952: Der Herrgottschnitzer von Ammergau
- 1953: Der Klosterjäger
- 1954: Schloß Hubertus
- 1955: Das Schweigen im Walde
- 1957: Der Jäger von Fall
- 1957: Wetterleuchten um Maria
- 1958: Die singenden Engel von Tirol (Sag ja, Mutti)
- 1959: Der Schäfer vom Trutzberg